# 石浜加奈恵
石浜 加奈恵（いしはま かなえ、1968年4月27日 - ）は、女優。
本名は石濱 加奈恵。

## 出演作品

### 映画
- デコトラの鷲 祭りばやし（2003年、フレッシュハーツ）

### テレビドラマ
- 女検事の事件ファイル 第1話（1993年、テレビ朝日）
- あぐり 第97話（1997年、NHK）
- 必要のない人 第8話（1998年、NHK）
- 平成夫婦茶碗〜ドケチの花道〜 第8話（2000年、日本テレビ）
- 土曜ワイド劇場（テレビ朝日）
  - 女請負人（2000年）
  - 家政婦は見た！ 第21作（2003年）
- 利家とまつ〜加賀百万石物語〜（2002年、NHK） - 三の丸殿
- 女と愛とミステリー みの刑事の愛の事件簿大作戦（2003年、テレビ東京）
- 水曜ミステリー9 捜査検事・近松茂道 第2作（2003年、テレビ東京）
- 火曜サスペンス劇場 秘密（2003年、日本テレビ）
- 義経（2005年、NHK） - つる
- はぐれ刑事純情派（テレビ朝日）
- 七人の女弁護士（テレビ朝日）

### 舞台
- その如月の望月のころ